# 社会党 (フランス)
社会党（しゃかいとう、フランス語: Parti Socialiste）は、フランスの政党。社会民主主義、中道左派政党である。略称はPS。社会主義インターナショナルと進歩同盟に加盟している。かつては共和党とともに二大政党の一角であり、ミッテラン、オランドの2人の大統領とジョスパンら計6人の首相を輩出した。

## 歴史

### 旧社会党（SFIO）
フランスにおける社会主義政党の起源は、第三共和政が発足した1870年代まで遡ることができる。さまざまな思想を背景に成立した諸政党は、1902年までにジュール・ゲードを中心とする左派のフランス国社会党（PSDF）と、ジャン・ジョレスを中心とする右派のフランス社会党（PSF）にまとまり、この2党は1905年に第二インターナショナル（労働者インターナショナル）の提言を受け入れ、第二インター・フランス支部としての（旧）社会党（SFIO / 「統一社会党」とも）に統合された。SFIOは結党後9年で第一次世界大戦の勃発に直面し、反戦を唱道していた指導者のジョレスが右翼に暗殺された後にはゲードが入閣するなど、政府の戦争遂行政策に協力した。
ところが大戦末期頃から主流派に反対し反戦を唱える党内左派が勢力を増し、ロシア革命の成功にも影響されて主導権を掌握した左派は1920年コミンテルンへの加盟を決議して党を共産党へと改組、レオン・ブルムを始めとしてコミンテルン加盟に反対する少数派の社会民主主義者たちはかろうじてSFIOの党名を維持した。しかしSFIOはその後順調に党勢を回復、当初対立していた共産党とも協力関係を結び1936年にはブルムによる人民戦線政権が発足した。その後のナチス・ドイツによる占領とヴィシー政権による支配の時期、多くのSFIO党員はレジスタンス運動に活躍し、その実績を背景に第二次世界大戦後初期のフランス政治の一翼を担った。
1950年代末に始まるド＝ゴール時代において、SFIOは当初ド＝ゴールに協力したものの、程無くして対立を深めて下野し、ギー・モレ書記長のもとド＝ゴール体制下での野党第一党として存在感を示した。しかし1968年の五月危機に直面して、SFIOは第五共和政に不満を抱く民衆に対し左翼の側からの長期的ヴィジョンを提示するだけの力量が無いことが露呈し、直後の総選挙で大敗した。党内からは社会主義調査センター（CERES）など左派の理論家集団を中心に党組織を大胆に再編成するべきであるとの意見が噴出し、SFIOはついに従来の党を解消しSFIOを中心にする左派連合「民主社会主義左翼連合」（FGDS）を母体にして新たな社会党に移行することを決定した。

### 現・社会党（PS）

#### 新社会党の結成
先述のSFIOの決定に基づき、フランス社会党（PS）は、ギー・モレが率いる旧来のSFIOに、FGDS傘下のアラン・サヴァリとジャン・ポプランがそれぞれに率いる勢力が合流して1969年にひとまず誕生した。その後、1971年6月に開催されたエピネ大会で、共和制度会議代表フランソワ・ミッテラン、マルクス主義のCERES代表ジャン・ピエール・シュヴェーヌマン、北部出身の社会主義の闘士ピエール・モーロワ、中道社会主義者ガストン・ドフェールらを中心にフランスの社会主義者が大同団結し、社会党に合流する形で現在至る組織が形成された。第一書記には旧社会党員ではなく、共産党との連携を主張するミッテランが新規合流組の結束により就任した。

#### 社共共闘時代
1972年6月にミッテランはユーロコミュニズム路線を推し進めていたフランス共産党と左翼政府共同綱領を締結し、1973年の国民議会選挙（総選挙）で復調を得た。1974年、ジョルジュ・ポンピドゥー大統領が任期中に死亡したことにより実施された大統領選挙に左翼統一候補として再びミッテランが立候補、ヴァレリー・ジスカール・デスタン（独立共和派）に敗北するも僅差まで迫った。
1974年の末に、かつてSFIOから分離した統一社会党（PSU）からリーダーのミシェル・ロカールを含めた一部メンバーが再合流した。彼らは左翼キリスト教徒と非マルクス主義のグループを代表し、党内で最も保守的なメンバーとして、フランスの社会主義が市場経済を明確に受け入れたヨーロッパの社会民主主義路線であるべきことを主唱した。また、社会党の議席増加の勢いは共産党を恐れさせ、両党は共同綱領の更新に失敗した。
世論調査の前人気にもかかわらず、左翼連合は1978年の総選挙で敗北したが、1936年以来初めて社会党は共産党より多くの議席を獲得し、左翼第一党の地位を得た。この結果は党内部の危機を引き起こした。ミッテランの社共共闘路線に対して、ロカールは共同綱領が古めかしく非現実的であり捨てることを要求したのである。ミッテランは引き続き社会党と共産党の間の同盟なしで左翼が勝つことができないとして、ロカールに人気があったにもかかわらず1979年の党大会で勝利し、1981年の大統領選挙の社会党候補に選ばれた。

#### ミッテラン政権時代
1981年フランス大統領選挙でミッテランが現職のジスカール・デスタンを打ち破って当選して以降主要政党として定着した。1981年の大統領選挙に続く6月の総選挙で第一党になり、社共連合政権が発足して大統領職と首相職を社会党が独占した。首相にはピエール・モーロワが就任した。政権発足時より、国有化・積極的投資政策・労働時間の削減などの伝統的な社会主義政策を採ってきたが、インフレ・国際情勢に押されて、1982年6月に一転して財政切り詰めなどの緊縮政策に転換した。1984年7月にモーロワ内閣が退陣してローラン・ファビウスが首相に就任し、共産党は連合政権から離脱した。
1986年フランス議会総選挙では、共和国連合（RPR）とフランス民主連合（UDF）の保守・中道連合に敗北して、社会党のミッテラン大統領と共和国連合のジャック・シラク首相の組み合わせで保革共存というねじれた第一次コアビタシオンが生まれた。
1988年5月にミッテランがシラクを大差で破って大統領に再選し、直後の6月の総選挙でも第一党に返り咲いた。ミッテランはライバルの党内右派のミシェル・ロカールを首相に指名した。ロカールは社会民主主義と混合経済を柱とする｢新中道主義路線」を採用する。ロカール退陣後の1991年5月にミッテランはエディット・クレッソンを史上初の女性首相に指名するが、支持率が急降下して地方選挙で大敗したため、1992年4月にクレッソンを更迭し、ピエール・ベレゴヴォワを後任の首相に充てるが、1993年3月の総選挙では歴史的な大敗北を喫し、共和国連合（RPR）のエドアール・バラデュールが首相に就任し、第二次コアビタシオンとなる。

#### 第3次コアビタシオン以降
1995年フランス大統領選挙でシラクにジョスパンが敗北して下野したが、日程を繰り上げて行なわれた1997年6月の国民議会総選挙では、選挙前の予想に反して第一党となり、共産党・緑の党などと共に左翼連合政権を発足させ、リオネル・ジョスパンが首相に就任した（第三次コアビタシオン）。しかし2002年フランス大統領選挙と6月の国民議会総選挙と連敗して下野した。ジョスパンが引退して彼に続くリーダーが不在であるが、2004年の欧州議会選挙及び地方選挙で大勝し、党勢は回復した。フランソワ・オランド党首の事実婚の妻セゴレーヌ・ロワイヤルは2006年4月7日、2007年フランス大統領選挙への事実上のキャンペーンを開始。11月の党員投票により、同党の大統領候補に決定した。しかし2007年フランス大統領選挙ではニコラ・サルコジに得票比47対53で敗北した。サルコジ新大統領によるフィヨン内閣組閣でクシュネルが外務大臣として入閣するなど、党員や支持者中の有力者でサルコジに与する者も現れた。
2007年国民議会議員選挙（6月10日、17日投票）では46議席増の186議席を獲得したものの、選挙後にオランドとロワイヤルが事実婚の解消を発表し、引き続き党勢は混沌とした。2008年3月の地方選挙では支持を伸ばす。
2008年11月に行われた党首選挙では、左派でリール市長のマルティーヌ・オブリーが立候補し、その結果ロワイヤルは敗北する。その後、集計作業をめぐり双方が対立し、党員の中にはその混乱ぶりに呆れて離党希望者が続出した。再集計により、オブリ陣営の勝利が確定。
2010年3月に行われた地方選においては、国民運動連合を中心とする右派の得票率36％に対し、社会党を中心とする左派連合が54%もの得票率をあげ、コルシカ島を含む本国の22の地域圏の内、21地域圏を制するという地滑り的な圧勝を遂げた。

#### オランド政権時代
2011年10月に党内の予備選挙によってフランソワ・オランドがオブリーらを破って2012年フランス大統領選挙の候補に選出された。そして、2012年フランス大統領選挙では5月6日に投開票が行われた第2回投票（決選投票）で、オランドが現職のサルコジを破って当選し、ミッテラン以来17年ぶりに社会党出身の大統領が誕生することとなった。
大統領選挙に引き続いて行われた議会総選挙では友党も含めて314議席を確保して国民議会の単独過半数を制した。これにより社会党を中心とする左派勢力は、上院・下院・県議会・地方議会・主要都市の市長のすべてにおいて多数派を形成することとなった。
2012年10月にオブリーに代わってアルレム・デジールが、2014年4月にアルレム・デジールに代わってジャン＝クリストフ・カンバデリスが新たな第一書記として選出された。
当初は所得の再分配による福祉拡張・金融規制などの左派政策を打ち出して選挙に勝利したオランド大統領であるが、実際には政権ではマニュエル・ヴァルス首相などの社会党右派が実権を握り、経済政策でグローバル企業への優遇策・労働規制緩和・緊縮財政等の新自由主義路線を推し進め、党内左派・労働者層の反発を招き、支持率を大きく低下させた。

#### 党勢の退潮
しかし2017年フランス大統領選挙では不人気のオランドが再選を断念した。またヴァルスも党内左派のブノワ・アモンに敗れて大統領選挙には出馬できなかった。しかし党内左派もジャン=リュック・メランションが2008年に社会党を離れて左翼党を創設し、2016年には不服従のフランスを立ち上げており、かつてよりも弱体化していたこともあり、結局アモンは2017年フランス大統領選挙では、1回目の得票率が約6パーセントで5位と惨敗した。さらに同年6月の国民議会選挙では結党以来の最低議席である30議席に終わった。
2022年フランス大統領選挙では党から出馬したアンヌ・イダルゴが10位、2022年の国民議会選挙でも28議席となるなど党勢の低迷が続いている。
2024年の国民議会選挙では新人民戦線に加わり65議席を獲得、国民議会で第5党となった。
政権転落以後は不服従のフランスとの接近、新人民連合環境・社会や新人民戦線などの左派政党との連合を通じて左傾化していると見られている。

## 歴代党首（第一書記）
太字は大統領経験者
| 代 | 第一書記（Premier secrétaire） | 第一書記（Premier secrétaire）                                 | 在任期間          |
| -- | ------------------------------ | -------------------------------------------------------------- | ----------------- |
| 1  |                                | アラン・サヴァリ（Alain Savary）                               | 1969年 – 1971年   |
| 2  |                                | フランソワ・ミッテラン（François Mitterrand）                  | 1971年 – 1981年   |
| 3  |                                | リオネル・ジョスパン（Lionel Jospin）                          | 1981年 – 1988年   |
| 4  |                                | ピエール・モーロワ（Pierre Mauroy）                            | 1988年 – 1992年   |
| 5  |                                | ローラン・ファビウス（Laurent Fabius）                         | 1992年 – 1993年   |
| 6  |                                | ミシェル・ロカール（Michel Rocard）                            | 1993年 – 1994年   |
| 7  |                                | アンリ・エマニュエリ（Henri Emmanuelli）                       | 1994年 – 1995年   |
| 8  |                                | リオネル・ジョスパン（Lionel Jospin）                          | 1995年 – 1997年   |
| 9  |                                | フランソワ・オランド（François Hollande）                      | 1997年 – 2008年   |
| 10 |                                | マルティーヌ・オブリー（Martine Aubry）                        | 2008年 – 2012年   |
| 11 |                                | アルレム・デジール（Harlem Désir）                             | 2012年 – 2014年   |
| 12 |                                | ジャン＝クリストフ・カンバデリス（Jean-Christophe Cambadélis） | 2014年 – 2017年   |
| -  |                                | ラシド・テマル（Rachid Temal）                                 | 2017年 – 2018年   |
| 13 |                                | オリヴィエ・フォール（Olivier Faure）                          | 2018年 – （現職） |